# Wagenbuch
Wagenbuch, früher auch Wagenbücherhof, ist ein Wohnplatz auf der Gemarkung der Wertheimer Ortschaft Höhefeld im Main-Tauber-Kreis in Baden-Württemberg.

## Geographie
Wagenbuch liegt etwa 1,5 Kilometer nordwestlich der Wertheimer Ortschaft Höhefeld, auf etwa 315 m ü. NHN nahe an einem unter 0,3 ha großen, vom Oberlauf Läutersbach des Tauber-Zuflusses Hahnenbergle-Graben durchlaufenen Teich.

## Geschichte
Der Ort wurde im Jahre 1197 erstmals urkundlich als Wagenbucherhof erwähnt. Es handelte sich um ein Gut, welches durch Bischof Heinrich von Würzburg an das Kloster Bronnbach gestiftet und als Äquivalent für Freudenberg an Umfang noch vergrößert wurde. Um das Jahr 1220 gab es noch Niederadel von Wagenbuch. Im Jahre 1245 wurde eine Grangie erwähnt. Das Gut war ununterbrochen Zubehör des Klosters Bronnbach.
1814 wurde über das Zweite Landamt Wertheim von 15 Einwohnern des Wagenbücherhofs berichtet. Das Haupthaus (Buntsandstein) und die meisten anderen Gebäude wurden seit 1866 von der Domänenpächter-Familie Rössy errichtet.
Auf dem Messtischblatt Nr. 6223 „Wertheim“ von 1927 wird der Ort ebenfalls als Wagenbücherhof genannt.
Der Wohnplatz kam als Teil der ehemals selbständigen Gemeinde Höhefeld am 1. Januar 1975 zur Stadt Wertheim. Das Gut mit Parkanlage und Teich befindet sich seit dem Jahr 2020 im Eigentum der Brüder Edmund und Wolfgang Rössy.

## Kultur und Sehenswürdigkeiten

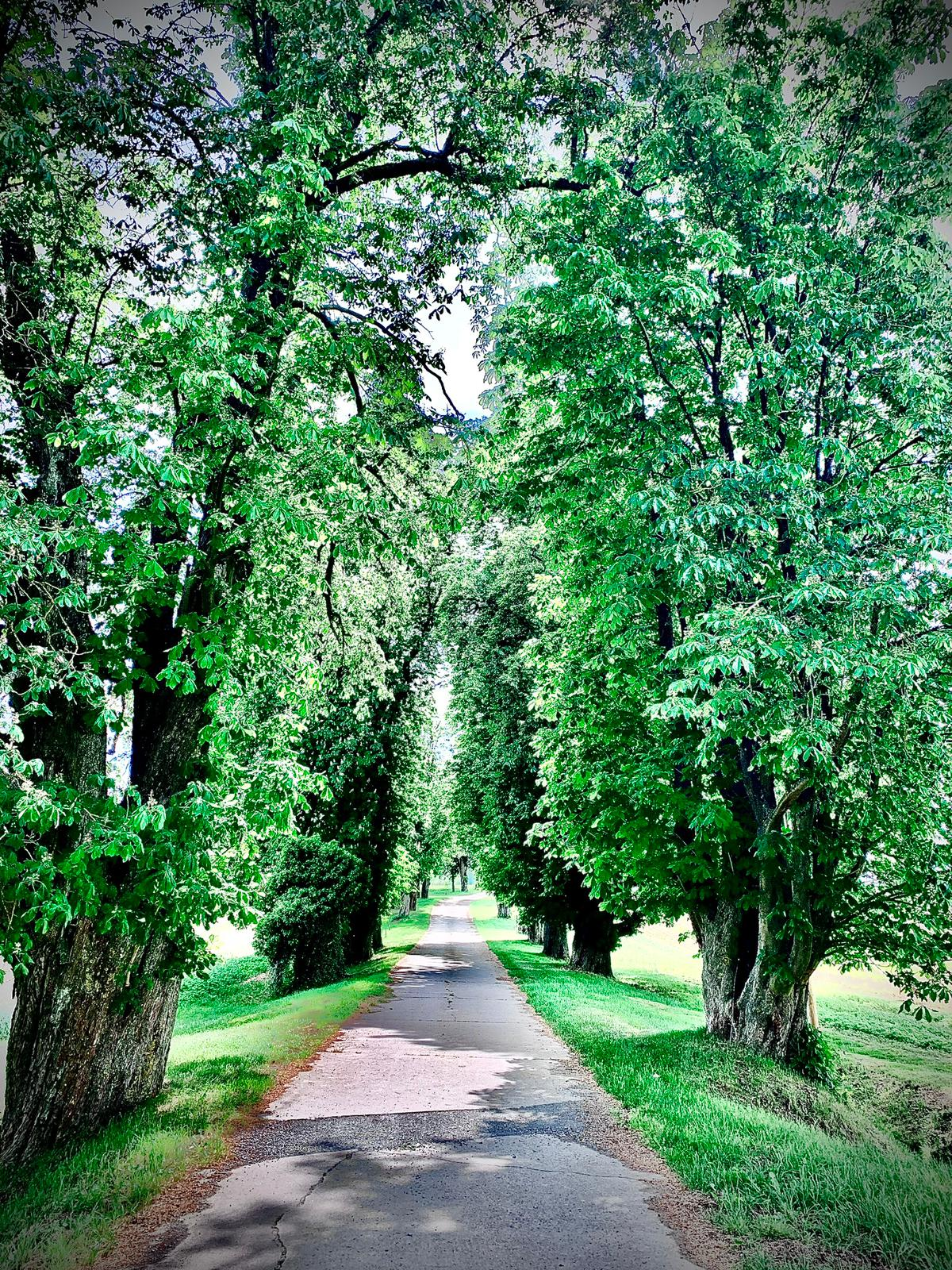
Rosskastanien-Allee zum Gut Wagenbuch

### Kulturdenkmale
Kulturdenkmale in der Nähe des Wohnplatzes sind in der Liste der Kulturdenkmale in Wertheim verzeichnet.

### Rosskastanien-Allee
Entlang der Allee zum Gut Wagenbuch stehen sechs gewöhnliche Rosskastanien, deren Stammumfänge im Jahre 2015 von 3,93 bis 4,91 Metern gemessen wurden. Die Höhe der sechs Rosskastanien liegt zwischen 19 und 25 Metern. Das Alter der Bäume wurde im Jahre 2015 auf etwa 200 Jahre geschätzt.

## Verkehr
Der Ort ist über eine von der K 2822 abzweigende Straße zu erreichen.